# Jorge Varela
David Jorge Madeira da Silva Varela (Cuíto, Bié, 10 de Abril de 1974 - 31 de Outubro de 2005) foi um piloto de motocross angolano.
Iniciou-se no motocross em 1994, na equipa Daniela Marlene, e teve a sua estreia a 13 de Dezembro do mesmo ano no Grande Prémio de Viana.
Jorginho, como era chamado, morreu em consequência de um acidente ocorrido na avenida 4 de Fevereiro (Marginal da ilha de Luanda em Angola), no dia 31 de outubro de 2005, quando embateu contra uma viatura Toyota Hiace. Os restos mortais do piloto foram enterrados no Cemitério do Alto das Cruzes, na capital do país.